# Christian Michelides
Christian Michelides (Graz, 19 juli 1957) is een Oostenrijkse schrijver, fotograaf en psychotherapeut. Sinds 2000 heeft hij de leiding over Lighthouse Wien.

## Levensloop

### Journalistiek
In 1973 ging Michelides als operacriticus werken voor een Stiermarkse provinciale krant, de Südost-Tagespost. In 1975 trad hij als regieassistent in dienst bij het Burgtheater in Wenen, voor toneelstukken van Eugène Ionesco en Thomas Bernhard. Na zijn middelbare school studeerde hij theaterwetenschap, kunstgeschiedenis en regie in Wenen, New York en Milaan. Tegelijkertijd publiceerde hij in het Italiaanse dagblad Il manifesto, in het nieuw opgerichte tijdschrift WIENER en andere media, werkte hij voor de reclamebureaus GGK Wenen en McCann-Erickson Duitsland, later ook als reclamemanager voor het horlogemerk Swatch in Biel.
In 1982 richtte hij samen met fotograaf Jorit Aust de fotogalerie Molotov op in de Weense Stiftgasse en organiseerde hij meer dan twintig tentoonstellingen op verschillende locaties in de stad, waaronder de Albertina, het Künstlerhaus, de Secession en de Wiener Stadthalle.

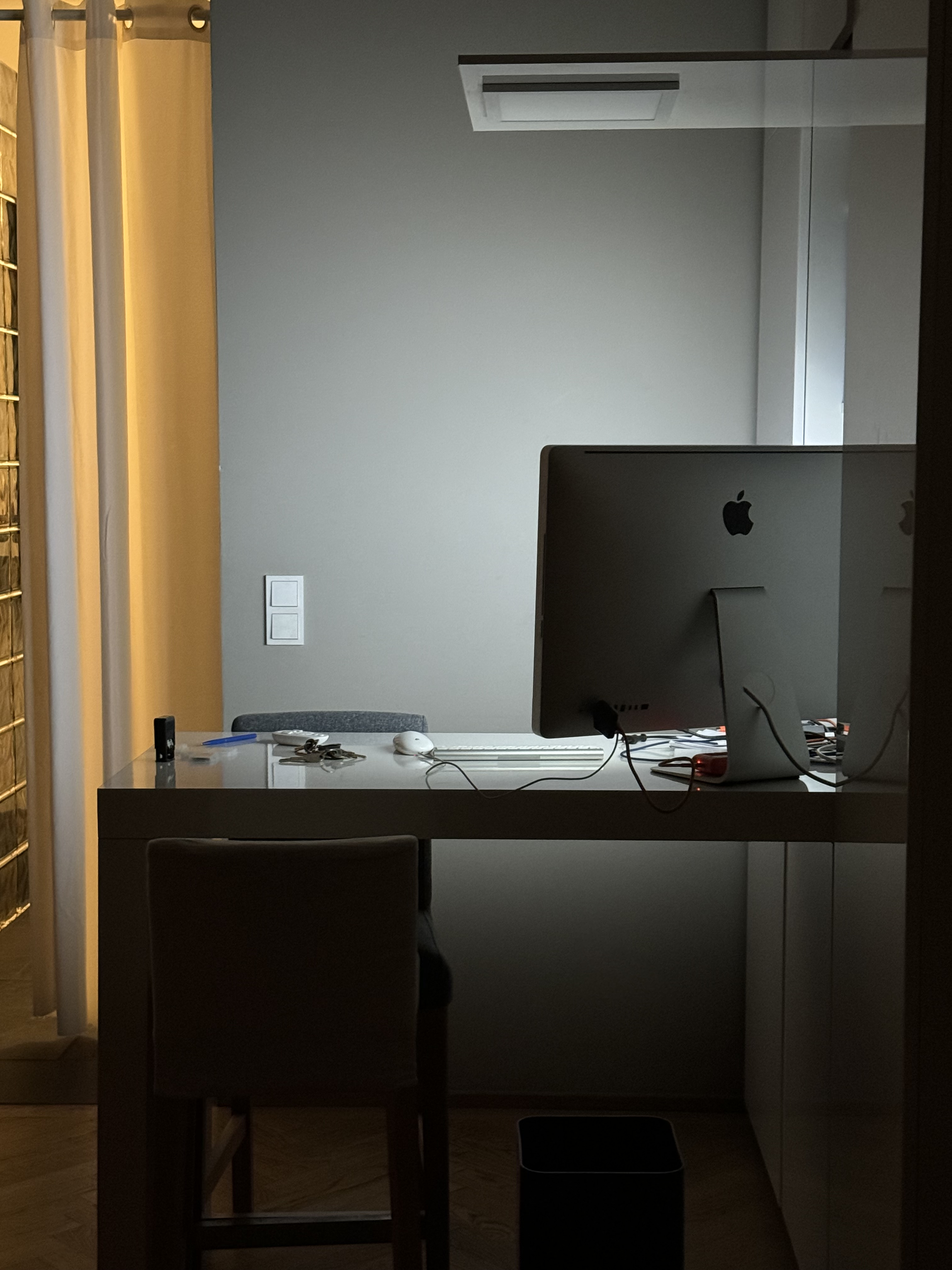
Werkplaats in Wenen

Begin jaren negentig deed hij onderzoeksjournalistiek in de culturele sector voor de tijdschriften FORVM, Falter, Der Standard en andere media. Hij ontdekte de verdwijning van de Grillparzerprijs, het lidmaatschap van Thomas Bernhard in de boerenvereniging en een juichend gedicht van Gertrud Fussenegger over de Führer, Stimme der Ostmark [Stem van de Ostmark]. Hij confronteerde Rudolf Augstein met een publicatie in de Völkischer Beobachter en documenteerde de Grootduitse ambities van de Stichting F.V.S. en de banden van de oprichter Alfred Toepfer met Joseph Goebbels. Gevestigde cultuurjournalisten uit Wenen, waaronder Sigrid Löffler, Klaus Nüchtern en Ulrich Weinzierl, hadden zware kritiek op hem om zijn strijdlustige houding. Löffler weigerde zijn voornaam te noemen en kortte zijn achternaam meestal af tot M als ze een filippica tegen hem schreef, Nüchtern noemde hem kettingzaagjongleur. In het geval van Löffler reageerde Michelides heel duidelijk, hij typeerde haar als Barones Münchhausen en bekritiseerde haar vanwege haar samenwerking met Toepfer en Fussenegger.

### Humanitaire activiteiten
Vanaf 1994 verschoof zijn aandacht naar humanitaire kwesties, met name mensenrechtenactivisme en de verdediging van minderheden. In juni 1995 richtte hij in Wenen het eerste Internationale Hof voor de Rechten van de Mens op. Het tribunaal werd voorgezeten door mensenrechtenactivisten Freda Meissner-Blau en Gerhard Oberschlick; in deze rechtbank diende Michelides als procureur-generaal. Het onderwerp van de rechtszaak was de discriminatie en vervolging van lesbiennes, homoseksuelen, biseksuelen en transgenders in Oostenrijk in de periode van 1945 tot 1995. Michelides was de oprichter van het initiatief "Häfn human" (menselijke gevangenis), dat gedetineerden in zeven gevangenissen in Oostenrijk adviseerde en bezocht. Het voerde campagne tegen discriminatie van mensen met hiv en aids en nam deel aan basisorganisaties zoals Club Plus, Selbsthilfe Wien en maatschappelijk welzijn van onderaf. Van 1995 tot 1997 was Michelides voorzitter van het Oostenrijkse lesbisch en homoforum (ÖLSF) en promootte hij de eerste Gay Pride Parade in Oostenrijk, de Regenbogenparade. In 1998 begon hij zijn werk voor daklozen.
In 2000 richtte Michelides Lighthouse Wien op, een opvanghuis voor dakloze drugsverslaafden met ernstig trauma, velen van hen hiv-positief. Sinds 2002 is hij levens- en sociaal adviseur, sinds 2009 leidt hij een psychoanalytische mannengroep en sinds 2010 is hij gediplomeerd psychotherapeut. Hij werkt in een privépraktijk in Wenen en is betrokken bij de professionele politiek.

### Fotografie

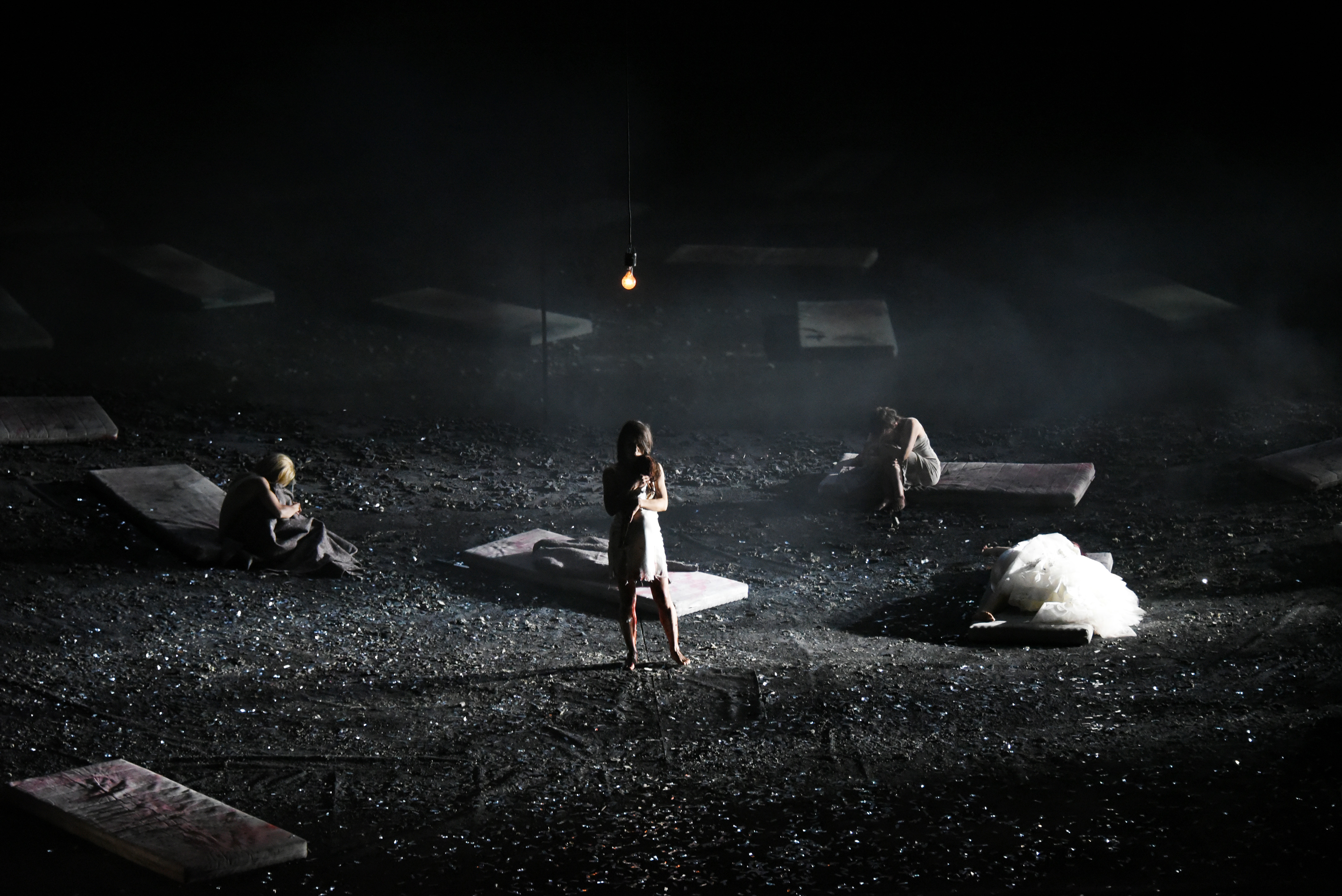
Les Stigmatises, Opéra de Lyon 2015

Michelides fotografeert voornamelijk opera, portretten, monumenten en demonstraties. Zijn theaterfotografie is gedocumenteerd in het Burgtheater in Wenen en in de Scala in Milaan, bij de staatsopera's in Wenen, Berlijn, Hamburg en München, bij de Semperoper en in de Teatro La Fenice, op de festivals in Bayreuth, Salzburg en Glyndebourne, in Brussel, Madrid, Londen, Parijs, Chicago, Beijing, Tokio en Sydney.
Sinds 2015 documenteert hij samen met Francisco Peralta Torrejón de Stolpersteine (struikelstenen) die Gunter Demnig overal in Europa plaatste, onder meer in Nederland, België en Luxemburg.